# Tetsuya Ishida
Tetsuya Ishida (石田徹也 Ishida Tetsuya?, nacido en junio de 1973, Shizuoka) fue un pintor japonés, fallecido en 2005 por posible suicidio .
Tetsuya Ishida pintó escenas de vida común en Japón, pero con los protagonistas siempre atrapados en un cuerpo similar a una máquina o tratado como producto de una cadena de producción.
El 26 de noviembre de 2006, un cuadro de Ishida, "Untitled" 2001, se vendió en una subasta de Christie's en Hong Kong "Asian Contemporary Art" por 780.000 HKD.